# Luigi Lagna
Luigi Lagna (Collegno, 4 marzo 1918 – Brihuega, 16 marzo 1937) è stato un militare e aviatore italiano, decorato di Medaglia d'oro al valor militare alla memoria nel corso della guerra civile spagnola.

## Biografia
Nacque a Collegno, provincia di Torino il 4 marzo 1918.
Frequentò la Scuola di avviamento "Carlo Boncompagni" di Torino conseguendo all'età di quattordici anni il diploma di abilitazione, passando a lavorare come apprendista meccanico presso l'officina dell'Aeronautica d’Italia. Ammesso diciassettenne, per regolare concorso, e frequentare al corso allievi sottufficiale piloti della Regia Aeronautica presso la Scuola di volo sull'aeroporto di Cameri (Novara), conseguì il brevetto di pilota. Successivamente trasferito nel marzo 1936 alla Scuola caccia di Aviano fu nominato sergente pilota militare volando sugli apparecchi Fiat C.R.20. Nel luglio successivo fu trasferito alla 159ª Squadriglia, 12º Gruppo del 50º Stormo d’assalto si stanza sull'aeroporto di Ciampino Sud, Roma. Nel gennaio 1937 fu assegnato all'Aviazione Legionaria, e mandato a combattere nella guerra di Spagna. Cadde in combattimento il 16 marzo 1937, e fu decorato con la medaglia d'oro al valor militare alla memoria.

### Fonti
1. 1 2 3 4 5  Combattenti Liberazione.
2. 1 2  Gruppo Medaglie d'Oro al Valor Militare 1965, p. 222.
3. 1 2  Ufficio Storico dell'Aeronautica Militare 1969, p. 88.
4. ↑  Medaglie d'oro al valor militare sul sito della Presidenza della Repubblica